# Стад Олімпік де ла Понтез
«Стад Олімпік де ла Понтез» (фр. «Stade olympique de la Pontaise») — багатофункціональний стадіон у місті Лозанна, Швейцарія, домашня арена ФК «Лозанна».

## Історія
Стадіон відкритий 1904 року. У 1920 році споруджено глядацькі трибуни та встановлено бігові доріжки. 1954 року арена була реконструйована в рамках підготовки до Чемпіонату світу з футболу 1954 року, матчі якого приймала. Потужність стадіону збільшено до 43 000 глядачів, що було найбільшою місткістю арени за всю історію. У рамках безпеки місткість стадіону поступово зменшувалася. В ході реконструкції 1985 року потужність зменшено до 25 000 глядачів. У 1993 році здійснена чергова реконструкція, в результаті чого потужність арени становить 15 850 глядачів. Надалі планується скоротити кількість глядацьких місць до 5500.
«Стад Олімпік де ла Понтез» не відповідає вимогам Суперліги, УЄФА та ФІФА, тому він не придатний для проведення міжнародних матчів. У 2008 році було запропоновано проєкт будівництва нового стадіону неподалік від старого. Частину старої арени буде знесено, а на її місці буде облаштовано еко-квартал. Таким чином, потужність стадіону буде зменшено. 2009 року проєкт було підтримано місцевими мешканцями. Новий стадіон потужністю 12 000 глядачів, який відповідатиме вимогам ФІФА та УЄФА, планується відкрити у 2019 році.
Окрім футбольних матчів на стадіоні проводяться інші спортивні змагання та культурні заходи, зокрема концерти зірок світового масштабу. Наприклад, Майкл Джексон дав тут 3 концерти: перший під час Bad World Tour (19 серпня 1988), другий під час Dangerous World Tour (8 вересня 1992), і третій під час HIStory World Tour (20 червня 1997).